# Los ojos verdes
Los ojos verdes („Die grünen Augen“) ist eine Legende aus Gustavo Adolfo Bécquers Leyendas. Bécquer zählt zu den bedeutendsten Autoren der spanischen Romantik. Seine Erzählung aus dem mittelalterlichen Spanien, die sich um eine unerreichbare, nie erfüllte Liebe dreht, wurde erstmals 1861 veröffentlicht.

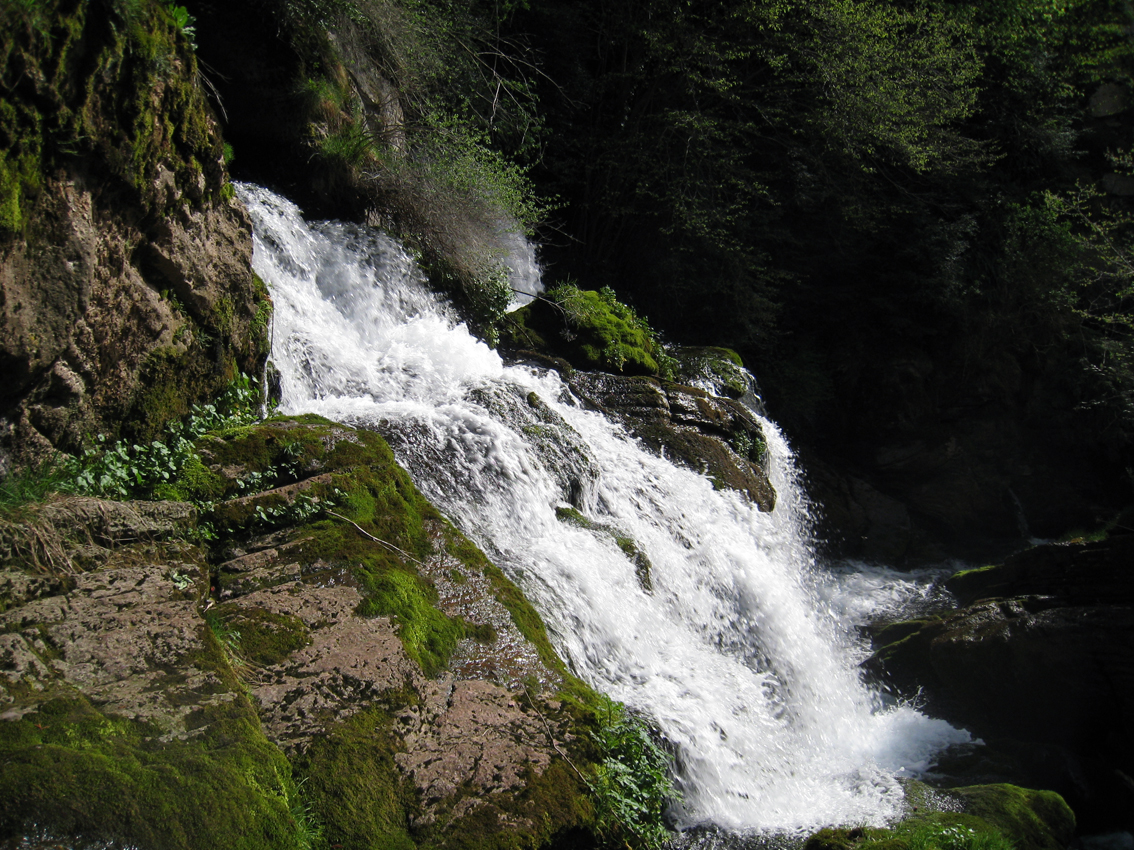
Eine Quelle des Llobregat

## Personen
Die drei Hauptpersonen der Legende heißen Fernando, Iñigo und „die Frau mit den grünen Augen“.
- Fernando de Argensola ist ein stolzer junge Mann, der bis zum Wahnsinn verliebt ist, sich von seinen  Gefühlen leiten lässt und blindlings  seiner verrückten Liebe nachjagt, aber schließlich in sein eigenes Verderben rennt.
- Iñigo, größter Jäger von Argensola ist eine sehr spontane und vorsichtige Peron, die nur das Beste für den jungen Fernando will. Er rät ihm sich von der Quelle de los Álamos fernzuhalten.
- Die Titelfigur, „die Frau mit den grünen Augen“ ist ein böser Wassergeist, die Fernando mit ihrem verführerischen Zaubern ins Verderben stürzt.

## Aufbau
In der Einleitung berichtet der Erzähler von seinem lang gehegten Wunsch, die folgende Legende aufzuschreiben.
Im folgenden ersten Kapitel wird von einer Hirschjagd Fernandos berichtet. Der Hirsch wird bei der Jagd zwar verletzt, kann aber in den Wald entkommen und niemand wagt es, dem Tier zu folgen. Der Grund für die Angst liegt in einer Legende, die besagt, dass es im Wald eine Quelle gibt, in der ein Naturgeist lebt. Entgegen den Warnungen seines Kameraden Iñigo dringt Fernando in diesen Teil des Waldes ein, um seine Beute zu erlegen.
Im zweiten Kapitel wird erzählt, wie sich Fernando eine unbestimmte Zeit später wiederholt auf den Weg zur Quelle macht. Fernando berichtet Iñigo, dass er eines Tages ein Paar grüner Augen in der Quelle gesehen habe. Seitdem kann er nicht mehr aufhören, daran zu denken. Eines Tages sieht er eine Frau auf Steinen an der Quelle sitzen, die diese grünen Augen hat, welche ihn bezaubern.
Im dritten Kapitel beginnt Fernando ein Gespräch mit der mysteriösen Frau. Zunächst antwortet sie nicht, aber als er ihr sagt, dass er sie liebt, erzählt sie ihm, sie lebe in dieser Quelle, sei ein mächtiger Geist und ihrerseits in Fernando verliebt. Als er sie küssen will, stürzt Fernando in die Tiefe der Quelle.

## Deutung
Die Frau steht für die Versuchung durch die Schönheit, die in der Legende durch die grünen Augen symbolisiert werden. Fernando wird von der Frau angezogen, wie alle romantischen Menschen von der Schönheit angezogen werden. Die Schönheit der Natur sehen sie in der Frau, die sie am meisten lieben.

### Gendertheoretische Parameter und Charakteristika
Wendet man die Theorie der Gender Studies auf Bécquers Leyenda „Los ojos verdes“ an, kann man feststellen, dass sich in der Handlung genau dieses Konzept der Mythisierung und Projektion finden lässt.
Die weibliche Hauptfigur in „Los ojos verdes“ wird nur durch die Beschreibung des Mannes definiert und hat, bis auf wenige Sätze, kaum Redeanteil und somit keine Möglichkeit, sich selbst zu definieren. Abgesehen von ihrem sehr geringen Redeanteil, wird über die Frau immer nur aus der Perspektive einer Erzählinstanz (Fernando de Argensola), die eindeutig als männlich identifizierbar ist, berichtet. Es findet kein Perspektivwechsel statt, der es der weiblichen Figur erlauben würde, aus ihrer Perspektive zu berichten, sondern es gibt nur die interne Fokalisierung der männlichen Figur Fernando. Die Handlungsmacht liegt damit hauptsächlich beim männlichen Charakter.
Die Frauengestalt wird durch viele Beschreibungen, die im Kontext mit der Natur stehen, als ein mythisches Wesen dargestellt und sie wird als wunderschöne, übernatürliche, lockende femme fatale und Wassernymphe präsentiert. All die Zuschreibungen und Beschreibungen können deshalb auch eindeutig als Fiktionen des Mannes auf die Frau gelesen werden.
Die Figur der femme fatale kann „als Figuration einer Angst vor der ›Wiederkehr des Verdrängten‹“ gelesen werden. Sie spiegelt die Angst des Mannes vor der Rückkehr seiner verdrängten Wünsche, Ängste und Sehnsüchte wie Emotionalität und Leidenschaft. Somit dient die Frauengestalt in der Leyenda als Ablageort für die männlichen Ängste und erfüllt „eine Art Containerfunktion“, indem in diesem „als weiblich deklarierten und damit gleichzeitig scharf von der Welt des Mannes geschiedenen Raum“ die negativen Elemente wie unter anderem Lust, Begierde und Verführung abgelegt und aufbewahrt werden.
Durch die Beschreibung ihrer äußerlichen Schönheit und Erscheinung wird sie einerseits als mujer ideal und Engelsfigur dargestellt; andererseits wird sie als Männer lockender Dämon präsentiert. Fernando idealisiert ihre Schönheit und ihre grünen Augen, die ihn letztendlich aber so sehr in den Bann ziehen, dass er durch sie und das Verlangen nach ihnen in den Tod gelockt wird. Diese kontrastäre Darstellung passt in das dualistische Schema der femme fatale und mujer ideal, der Darstellungsbilder weiblicher Figuren. Sie hat „außerhalb des Mythos keine Identität, denn die Identifikation mit dem Ausgegrenzten hat sie daran gehindert, eine eigene Identität und Geschichte auszubilden.“

## Ausgaben
- La ajorca de oro / Der goldene Armreif. Legenden. ISBN 3-15008398-2
- Bécquer, Gustavo Adolfo. Leyendas. Hrsg. v. Joan Estruch. Barcelona: Crítica, 1994.